# 4788 Simpson
4788 Simpson је астероид главног астероидног појаса са средњом удаљеношћу од Сунца која износи 2,262 астрономских јединица (АЈ).
Апсолутна магнитуда астероида је 14,0.